# Huỳnh Nhật Hoa
Huỳnh Nhật Hoa hay Hoàng Nhật Hoa (chữ Hán: 黃日華, tiếng Anh: Felix Wong Yat-wah, sinh ngày 4 tháng 9 năm 1961) là nam diễn viên, ca sĩ Hong Kong nổi tiếng trong thập niên 80 đầu thập niên 90, được mệnh danh là một trong Ngũ hổ tướng TVB cùng Lương Triều Vỹ, Thang Trấn Nghiệp, Miêu Kiều Vĩ và Lưu Đức Hoa. 
Khán giả biết về Huỳnh Nhật Hoa như là một diễn viên phim truyền hình hơn là màn ảnh rộng. Xuất thân từ lò đào tạo diễn viên trẻ khóa 9 của TVB, Huỳnh Nhật Hoa đều đặn đảm nhận những vai quan trọng trong nhiều bộ phim kinh điển của hãng TVB Hong Kong từ năm 1980 đến 2000 rồi mới chia tay. Năm 2010, Huỳnh Nhật Hoa trở lại TVB đóng phim Hình Cảnh.

## Đời tư
Hoàng Nhật Hoa kết hôn với nữ diễn viên Lương Khiết Hoa từ năm 1988, họ có 1 cô con gái tên Huỳnh Chỉ Tình sinh năm 1990 đến năm 2020 Lương Khiết Hoa qua đời do ung thư máu.

## Những phim truyền hình đã đóng

### Cho hãng TVB
Năm 1980
- Bến Thượng Hải (phim truyền hình) (vai quần chúng)

Năm 1981
- The Young Heroes of Shaolin / Anh Hùng Thiếu Lâm Tự (vai Hoàng đế Càn Long)
- Summer of 1981
- Come Rain Come Shine / Phong Vũ Tình
- The Lonely Hunter / Quá Khách (vai Lý Đường)
- Misadventure of Zoo
- Kung Fu Master Of Fat Shan / Anh hùng Phật Sơn (Vai Lý Văn Mậu)

Năm 1982
- Thiên Long Bát Bộ (vai Hư Trúc )
- Soldier of Fortune / Hương Thành Lãng Tử
- The Roller Coaster
- The Wild Bunch / Thập Tam Thái Bảo/ Anh Hùng Thời Chiến (vai Lý Tồn Hiếu)

Năm 1983
- Anh hùng xạ điêu (phim 1983) truyện (vai Quách Tĩnh)

Năm 1984
- The Young Wanderer / Giang hồ lãng tử (Vai Dịch Thủy Hàn)
- It Takes All Kinds
- Young Detective
- Thiết diện Bao Công
- The Foundation / Quyết chiến Huyền Võ Môn (Vai Giang Phong Bạch)

Năm 1985
- Dương Gia Tướng (vai Dương Ngũ Lang)
- A Tough Fight
- Bích Huyết Kiếm (vai Viên Thừa Chí)

Năm 1986
- General Father General Son (vai Tiết Đinh San)
- Truyền kỳ tiểu tử
- The brothers under the Skin / Độn giáp kỳ binh/ Phò Chánh Diệt Tà (vai Trần Quảng Linh)

Năm 1987
- Genghis Khan / Thành Cát Tư Hãn (vai Trát Mộc Hợp)
- The Grand Canal / Thuyết Đường (vai Lý Mật)
- The Upstart and the Self-Made Man

Năm 1988
- Cô gái trích tinh
- Twilight of a Nation / Thái Bình Thiên Quốc
- Kay Moon Gwai Guk /Tôn Tẩn Bàng Quyên /Quỷ cốc kỳ môn (vai Bàng Quyên)

Năm 1989
- Looking Back In Anger / Nghĩa bất dung tình (vai Đinh Hữu Kiện)
- Greed

Năm 1990
- Kim Mo Duk Ku Kau Pai / Kiếm ma Độc cô cầu bại (vai Lâm Khang)

Năm 1993
- Racing Peak / Ông chủ trường đua (vai Lý Đại Hữu)

Năm 1994
- Bao Công (vai Triển Chiêu)
- Love Cycle

Năm 1995
- The Criminal Investigator 1 / Nhân viên Điều Tra / Hồ Sơ Tội Phạm (vai Vương Chí Tông)
- Bao Công 2 (vai Triển Chiêu)

Năm 1996
- Unusual Revenge
- The Criminal Investigator 2 / Nhân viên Điều Tra / Hồ Sơ Tội Phạm P2 (vai Vương Chí Tông)
- The DEMI GODS AND SEMI DEVILS / Thiên Long Bát Bộ (vai Kiều Phong)

Năm 1998
- Secret Of The Heart / Bí Mật Của Trái Tim / Thiên địa hào tình (Vai Cam Thụ Sinh)

Năm 1999
- The Flying Fox Of Snowy Mountain / Tuyết Sơn phi hồ (vai Hồ nhất đao)

Năm 2000
- Incurable Traits / Thần y Hoa Đà (vai Tào Tháo)
- Time Off

Năm 2001
- Treasure Riders / Tiêu Thập Nhất Lang (Vai Tiêu Thập Nhất Lang)

Năm 2002
- Kungfu Master From Guangdong / Rồng Nam phượng Bắc (Vai Hoàng Kỳ Anh)

Năm 2010
- Gun Metal Grey / Hình Cảnh (vai Thạch Đông Thăng - được đề cử trong Top 5 giải "Nam diễn viên chính xuất sắc nhất" tại Lễ trao giải TVB lần thứ 43)

### Cho hãng ATV
Năm 1990
- Heaven's Retribution / Thiên La Địa Võng (Vai Tống Bang)

Năm 1991
- All out of Love ATV
- The Good, the Ghost, and the Cop / Cảnh Sát Ma Quỷ (Vai Cảnh Sát Trực)

Năm 1993
- Ngân hồ về đêm (vai tỉ phú Đoạn Thiệu Tường)

Năm 2002
- Innocently Guilty / Pháp Nội Tình

Năm 2003
- Asian Heroes

Năm 2004
- Mystic Detective Files

### Các trung tâm khác
Năm 1992
- Imperial Wanderer (Mạt đại Hoàng tôn) (Đài Loan)

Năm 2000
- Tô Khất Nhi (Trung Quốc)
- Point of No Return còn gọi là No Choice (Trung Quốc)

## Các phim điện ảnh đã đóng
Năm 1982
- Thiên Long Bát Bộ (phim lẻ)

Năm 1983
- Mad, mad 83
- In the Same Boat

Năm 1984
- Pao Ching Tin Law Enforcer
- Demi-Gods and Semi-Devils
- Hui Juk
- New Tales of the Flying Fox

Năm 1985
- Sword Stained with Royal Blood

Năm 1986
- The Innocent Interloper
- Who's the Crook

Năm 1989
- Fury of a Tiger

Năm 1990
- Angel Mission

Năm 1991
- Ngũ hổ tướng chi quyết liệt (phim lẻ)
- Năm 1992
- Ánh sáng trên Tử Cấm Thành

Năm 1994
- Túy quyền Hoàng Phi Hùng 2 (vai Vinh "thịt heo")
- Burden of Proof (TV Movie)

Năm 1995
- She Was Married to the Mob (TV Movie)
- Man on the Verge of a Nervous Breakdown (TV Movie)

Năm 1999
- Legend of Master Soh
- Incurable Traits
- Anh hùng Quảng Đông

Năm 2001
- To Be No. 1 (vai Shepherd)
- Pearls Dream

Năm 2002
- Innocently Guilty
- Golden Chicken (vai Richard)

Năm 2003
- Golden Chicken 2 (vai Richard)
- City of SARS

Năm 2004
- Another Sky
- Mystic Detective Files
- In Laws Out Laws (diễn viên khách mời)

Năm 2005
- Wait 'Til You're Older (vai Trần Mẫn)
- The Dragon Heroes

Năm 2007
- Brothers

Năm 2009
- Vengeance
- Turning Point

Năm 2011
I Love Hong Kong (diễn viên khách mời)
Năm 2017
- Sóng Dữ

Năm 2017
- Trùm Hương Cảng